# Communauté de communes Briance Sud Haute Vienne
Die Communauté de communes Briance Sud Haute Vienne ist ein französischer Gemeindeverband mit der Rechtsform einer Communauté de communes im Département Haute-Vienne in der Region Nouvelle-Aquitaine. Sie wurde am 1. Januar 2014 gegründet und umfasst elf Gemeinden. Der Verwaltungssitz befindet sich im Ort Pierre-Buffière.

## Historische Entwicklung
Der Gemeindeverband entstand 2014 durch die Fusion der Vorgängerorganisationen
- Communauté de communes de Briance-Roselle,
- Communauté de communes du Martoulet und
- Communauté de communes de l’Issaure

## Mitgliedsgemeinden
| Gemeinde                                        | Einwohner 1. Januar 2022 | Fläche km² | Dichte Einw./km² | Code INSEE | Postleitzahl |
| ----------------------------------------------- | ------------------------ | ---------- | ---------------- | ---------- | ------------ |
| Château-Chervix                                 | 791                      | 51,05      | 15               | 87039      | 87380        |
| Glanges                                         | 510                      | 22,85      | 22               | 87072      | 87380        |
| La Porcherie                                    | 518                      | 31,34      | 17               | 87120      | 87380        |
| Magnac-Bourg                                    | 1.115                    | 15,11      | 74               | 87088      | 87380        |
| Meuzac                                          | 733                      | 43,40      | 17               | 87095      | 87380        |
| Pierre-Buffière                                 | 1.147                    | 5,75       | 199              | 87119      | 87260        |
| Saint-Genest-sur-Roselle                        | 541                      | 19,22      | 28               | 87144      | 87260        |
| Saint-Germain-les-Belles                        | 1.148                    | 37,28      | 31               | 87146      | 87380        |
| Saint-Hilaire-Bonneval                          | 1.005                    | 28,49      | 35               | 87148      | 87260        |
| Saint-Vitte-sur-Briance                         | 323                      | 20,66      | 16               | 87186      | 87380        |
| Vicq-sur-Breuilh                                | 1.327                    | 50,89      | 26               | 87203      | 87260        |
| Communauté de communes Briance Sud Haute Vienne | 9.158                    | 326,04     | 28               | –          | –            |